# Chroomzuur
Chroomzuur of (di)waterstofchromaat H2CrO4 is een sterk zuur en een sterke oxidator. Zouten van dit zuur worden chromaten genoemd, bijvoorbeeld natriumchromaat.
Het zuur zelf is moeilijk te verkrijgen, omdat in zuur milieu snel het dichroomzuur gevormd wordt:
{\displaystyle {\ce {2H2CrO4 -> H2Cr2O7 + H2O}}}